# Bombylius posticus
Bombylius posticus är en tvåvingeart som beskrevs av Fabricius 1805. I den svenska databasen Dyntaxa används istället namnet Bombylius vulpinus. Bombylius posticus ingår i släktet Bombylius och familjen svävflugor. Arten har ej påträffats i Sverige. Inga underarter finns listade i Catalogue of Life.